# Габсбурзько-османська війна 1540–1547
Війна Османської імперії та Священної Римської імперії 1540—1545 років — збройний конфлікт, який розпочався через суперечку за контроль над Угорщиною. Війна завершилася перемогами Османської імперії як в Угорщині, так і в Середземномор'ї, після чого у 1545 році було укладено перемир'я, а у 1547 році підписано Стамбульський договір.

## Передумови до війни
У 1526 році Османська імперія перемогла в Битві при Могачі, що зробило Угорське королівство її васалом. Після загибелі угорського короля Людовика ІІ в цій битві зібрався угорський сейм, який обрав королем Яноша Заполью. Однак частина угорської знаті, що підтримувала Габсбургів, проголосила королем ерцгерцога Австрії Фердинанда. Протистояння між ними переросло у відкриту боротьбу, що змусило Яноша Заполью звернутися за допомогою до Османської імперії.
За результатами війни 1527—1533 років Угорщину поділили на три частини:
- центральну Угорщину з Будапештом під прямим османським контролем;
- західну Угорщину під владою Габсбургів;
- східну Угорщину, де правила династія Запольї.

## Початок війни
1540 року помер король Янош Заполья, залишивши спадкоємця — новонародженого сина Яноша Жигмонда. Незважаючи на Надьварадський договір 1538 року, за яким Угорщина мала перейти під владу Габсбургів після смерті Запольї, угорський сейм проголосив його сина королем. Регентами стали мати новонародженого короля, Ізабелла Ягеллонка, і канцлер Дьордь Мартінуцці.
Фердинанд Австрійський скористався ситуацією, щоб розпочати наступ на Угорщину. У жовтні 1540 року австрійські війська під командуванням Леонарда фон Вельса взяли в облогу Буду. Османський султан Сулейман Пишний, до якого королева Ізабелла звернулася про допомогу, відправив війська на захист міста. Австрійці були змушені відступити до Відня, що фактично стало початком війни.

## Військові дії

### Облога Буди (1541)
Навесні 1541 року імператор Священної Римської імперії Карл V вирішив здійснити новий наступ. Армія з 50 000 воїнів під командуванням Вільгельма фон Роггендорфа почала облогу Буди. Однак османські війська на чолі з Гюревом-пашею розбили австрійців, завдавши їм значних втрат. Після цієї перемоги Османська імперія включила Буду до свого складу, створивши там адміністративний центр — Будинський еялет.

### Захоплення Естергома і Секешфехервара (1543)
У 1543 році султан Сулейман І провів військову кампанію, спрямовану на зміцнення османського контролю в регіоні. Він захопив важливі стратегічні міста: Естергом (колишню столицю Угорщини), Секешфехервар і Тату. Ці перемоги гарантували османське домінування на значній частині угорських земель.

### Бойові дії в Середземному морі
Одночасно з кампаніями в Угорщині османський флот під командуванням Хайр ад-Діна Барбаросси завдав серйозної поразки Карлу V під час його Алжирської експедиції в 1541 році. Це закріпило перевагу Османської імперії в Середземномор'ї та послабило позиції Священної Римської імперії.

## Міжнародна дипломатія
Сулейман Пишний вживав заходів для ізоляції Габсбургів:
- Уклав мир з Венеційською республікою в 1540 році, відновивши торговельні відносини;
- Підтвердив союз із Францією, отримавши підтримку французького короля Франциска I;
- Зміцнив стосунки з Польщею, заручившись гарантією нейтралітету у конфлікті;

Ці дипломатичні успіхи забезпечили Османській імперії свободу дій у Центральній Європі.

## Завершення війни
У 1545 році сторони розпочали переговори, що завершилися підписанням перемир'я. У 1547 році було укладено Стамбульський мирний договір., за яким:
- Османська імперія зберігала всі завойовані території в Угорщині.
- Священна Римська імперія зобов'язувалася сплачувати щорічну данину в розмірі 30 000 золотих дукатів.

Цей договір підтвердив османське домінування в регіоні та зміцнив позиції Сулеймана Пишного як одного з найвпливовіших монархів того часу.

## Наслідки

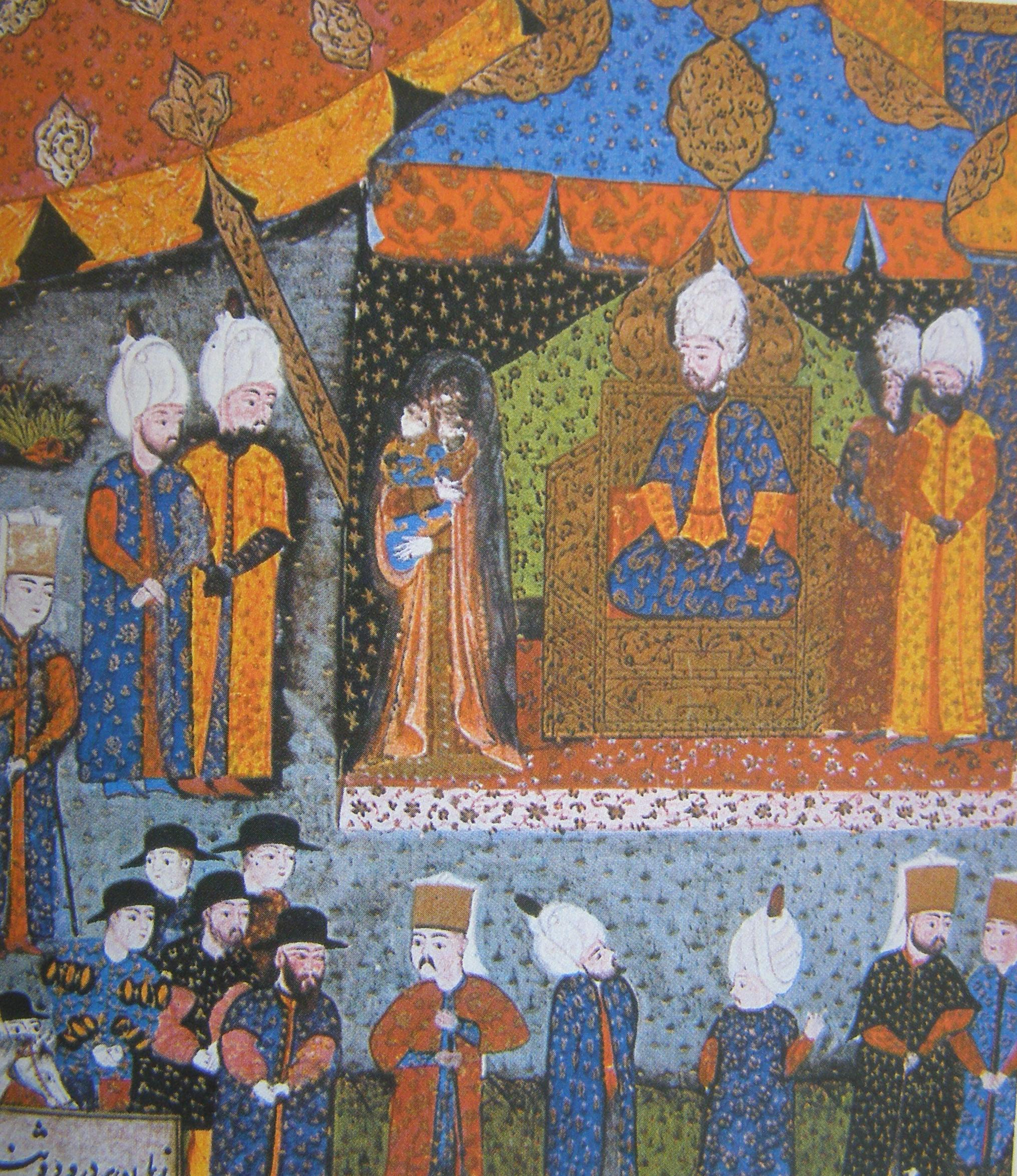
Буда, 1541 рік. Сулейман I приймає королеву Ізабеллу та її сина Януша.
Турецька мініатюра XVI століття.

### Територіальні зміни
- Центральна Угорщина стала османським еялетом
- Східно-Угорське королівство (Трансильванія) стало васалом Османської імперії
- Західна Угорщина залишилася під владою Габсбургів.

### Ослаблення Габсбургів
Війна завдала значних фінансових та військових втрат Священній Римській імперії, послабивши її позиції в Європі.

### Посилення Османської імперії
Завоювання закріпили її домінування в Центральній Європі, зробивши її ключовою силою в регіоні на наступні десятиліття.

## Війна в культурі
Габсбурзько-османська війна залишила слід у європейській літературі та мистецтві, ставши символом боротьби між християнською Європою та мусульманським Сходом.